# Andy Monkhouse
Andy Monkhouse, all'anagrafe Andrew William Monkhouse (Leeds, 23 ottobre 1980) è un allenatore di calcio ed ex calciatore inglese, di ruolo centrocampista.

## Caratteristiche tecniche
Era un laterale sinistro di centrocampo, con caratteristiche spiccatamente offensive.

## Carriera

### Giocatore
Esordisce tra i professionisti all'età di 18 anni con la maglia del Rotherham Utd, club della quarta divisione inglese, con cui tra il 1999 ed il 2001 conquista successivamente due promozioni consecutive, esordendo poi nella stagione 2001-2002 in seconda divisione; gioca in tale categoria con i Millers fino al termine della stagione 2004-2005, conclusa con una retrocessione, e rimane in squadra anche per la stagione 2005-2006, trascorsa in terza divisione, al termine della quale dopo complessive 9 reti in 128 partite di campionato nell'arco di otto stagioni (99 presenze e 7 reti in seconda divisione, 24 presenze ed una rete in terza divisione e 5 presenze ed una rete in quarta divisione) lascia il club in quanto il suo contratto in scadenza non viene rinnovato.
Nell'estate del 2006 firma un contratto di un anno con lo Swindon Town, club di quarta divisione, che dopo 2 reti in 10 partite di campionato lo cede in prestito fino al termine della stagione all'Hartlepool Utd, altro club di quarta divisione, in cui Monkhouse segna 7 reti in 26 presenze: al termine della stagione entrambi i club vengono promossi in terza divisione, avendo chiuso il campionato rispettivamente in terza posizione (Swindon Town) e seconda posizione (Hartlepool United), e Monkhouse, nel frattempo passato a titolo definitivo ai Monkey Hangers, gioca così in terza divisione con quest'ultimo club a partire dalla stagione 2007-2008. La sua permanenza all'Hartlepool United dura in particolare per ulteriori sette stagioni, sei delle quali (dal 2007 al 2013) trascorse consecutivamente in terza divisione, mentre l'ultima (ovvero la 2013-2014) in quarta divisione. Nell'arco di questi anni, considerando anche le presenze nella stagione 2006-2007, totalizza complessivamente 52 reti in 330 partite ufficiali con la maglia del club, tra le quali 47 reti in 298 presenze sono in partite di campionato: grazie a queste statistiche arriva così ad un totale in carriera di 436 presenze e 58 reti nei campionati della Football League, collezionate nell'arco di sedici stagioni. Le 330 presenze con la maglia dell'Hartlepool United facevano inoltre di lui al momento del suo addio al club il dodicesimo calciatore di sempre per numero di presenze in partite ufficiali nella storia del club.
Nell'estate del 2014 da svincolato si accasa con un contratto annuale ai Bristol Rovers, club appena retrocesso in Conference Premier (quinta divisione e più alto livello calcistico inglese al di fuori della Football League); qui con 8 reti in 42 presenze contribuisce al secondo posto in classifica del club che, vincendo poi i play-off, conquista la promozione in quarta divisione; nell'estate del 2015 si accasa con un altro contratto annuale ad un club di quinta divisione (campionato che nel frattempo aveva assunto la denominazione di National League), ovvero il Grimsby Town, che aveva sconfitto l'anno precedente nella finale play-off con i Bristol Rovers. Anche in questa stagione Monkhouse gioca regolarmente da titolare 6 reti in 38 presenze in campionato), vincendo come già detto i play-off e partecipando inoltre alla finale di FA Trophy, persa con il punteggio di 1-0 contro l'Halifax Town.
Monkhouse nell'estate del 2017 scende poi di categoria, trascorrendo una stagione (46 presenze e 6 reti) in National League North (sesta divisione) con l'Alfreton Town, club di cui dal febbraio del 2017 fino al termine della stagione è anche vice allenatore; continua poi a giocare a livello semiprofessionistico (sempre tra settima ed ottava divisione) fino all'aprile del 2020, quando all'età di 40 anni si ritira definitivamente. In questi anni assume inoltre anche vari incarichi come vice allenatore o allenatore delle giovanili, parallelamente all'attività da giocatore.

### Allenatore
Nelle stagioni 2018-2019 e 2019-2020, parallelamente alla parte conclusiva della sua carriera da giocatore, ha avuto anche dei ruoli come allenatore nelle giovanili rispettivamente al Rotherham United ed al Barnsley. Nella stagione 2020-2021 ha allenato i dilettanti del Pontefract Collieries. L'8 settembre 2021 diventa vice allenatore al Tadcaster Albion.

## Palmarès

### Giocatore

#### Competizioni regionali
- West Riding County Cup: 1

Ossett United: 2018-2019